# Kemény Lajos (történész)
Kemény Lajos (Károlyháza, 1864. augusztus 8. – Pozsony, 1948. február 2.) publicista, történész.

## Élete
Apja különböző Pálffy-birtokokon volt gazdatiszt. Bátorkeszin nevelkedett. Középiskoláit Esztergomban és Budapesten végezte, majd 1884-től Pozsonyban élt. 1894–1924 között a város főszámvevője volt.
Nyugdíjazása után, 1924-től Pozsony és környéke művészettörténeti és történeti emlékeivel foglalkozott, helybeli magyar és német lapokban publikált. 1930-ban Pozsony utcaneveiről, majd a neves családokról is írt egy-egy sorozatot.

## Művei
- 1927 Pozsony a XVII. században (folytatásokban a Híradóban)
- 1933 A pozsonyi vár és a Váralja. Pozsony
- 1941 Az érsekprímások alkotásai Pozsonyban
- 2017 Bratislavský hrad a Podhradie